# ساکاریاس یان لپیک
ساکاریاس یان لپیک (استونیایی: Sakarias Jaan Leppik؛ زادهٔ ۲۴ ژوئن ۱۹۶۹) روحانی ارتدکس، سیاستمدار و نماینده سابق مجلس اهل استونی است.